# Thaumantis pishuna
Thaumantis pishuna är en fjärilsart som beskrevs av Hans Fruhstorfer 1905. Thaumantis pishuna ingår i släktet Thaumantis och familjen praktfjärilar. Inga underarter finns listade i Catalogue of Life.